# 亞蓮冬馬
亚莲 冬马（9月9日出生）神奈川县茅崎市出身，宝冢歌剧团99期生，元宝冢歌剧团花组所属男役。

## 个人档案
亚莲冬马（Anri,あれん), 2011年第11名作为99期生入学宝冢音乐学校，以第6名成绩卒业（卒业生共37人），研究生一年考核后排名第5。2014年2月11日配属至花组男役。
出生：9月9日

出身地：神奈川县茅崎市

毕业学校：湘南白百合学园中学

身高：175cm

初舞台时间：2013年4月雪組公演《ベルサイユのばら－フェルゼン編－》

喜欢的角色：《伊丽莎白》黑天使役, 《スターダム》ジェイク役

兴趣：海外旅行，骑马，电影欣赏

正在收集的物品：有机栽培得东西

喜欢的花：卡萨布兰卡，满天星

喜欢的颜色：深蓝 

喜欢的食物：水果，酸奶， 沙冰

特技： 英语， 长拳

艺名的由来： 家人参考 

英文名： Allen

爱称： Anri, あれん

工作时间外最感兴趣的事：到休息日会去做按摩缓解一周的疲劳，以崭新的心态面对新的一周的开始。

## 宝冢舞台经历

### 初舞台
- 2013年4月－5月， 雪組大剧场《ベルサイユのばら－フェルゼン編－》

### 组回
- 2013年8月－2013年11月， 花組大剧场《愛と革命の詩（うた）－アンドレア・シェニエ－》《Mr. Swing!》

### 花组配属后
- 2014年6月，  宝冢Bow Hall 公演《ノクターン－遠い夏の日の記憶－》イーゴリ[2]

- 2014年8月－11月，宝冢大剧场/东京宝冢大剧场《エリザベート - 愛と死の輪舞 -》黒天使，新人公演：ジュラ（本役：芹香斗亞、柚香光）[3]

- 2014年12月， 宝冢大剧场《Takarazuka Speical - Thank you for 100 years》[4]

- 2015年1月， 梅田艺术剧场／日本青年馆 《風の次郎吉　―大江戸夜飛翔―》吉次[5]

- 2015年3月－6月，宝冢大剧场/东京宝冢大剧场《カリスタの海に抱かれて》《宝塚幻想曲》新人公演：ドナード・インザーキ（本役：羽立光来）[6]

- 2015年7月－8月，宝冢Bow Hall 公演《スターダム》ジェイク[7]

- 2015年10月－12月， 宝冢大剧场/东京宝冢大剧场《新源氏物語》《Melodia -熱く美しき旋律-》蜂丸 ，新人公演：兵部大辅（本役：和海 しょう）[8]

- 2016年2月－3月， 梅田艺术剧场／KAAT神奈川芸術劇場公演 《For the people —リンカーン 自由を求めた男—》 ブランドン／ロバート・リンカーン（ボビー）

- 2016年4月－7月，宝冢大剧场/东京宝冢大剧场《ME AND MY GIRL 》，新人公演：ジョン・トレメイン卿（宝塚：一幕、東京：二幕、本役：芹香斗亞・瀬戸かずや）[9]

- 2016年8月， 宝冢 Bow Hall 公演 《Bow Singing Workshop》[10]

- 2016年9月， 宝冢Bow Hall 公演 《アイラブアインシュタイン》 ヴォルフ／エドゥアルト[11]

- 2016年11月－2017年2月， 宝冢大剧场/东京宝冢大剧场《雪華抄（せっかしょう）》《金色（こんじき）の砂漠》，新人公演：ジャー（イスファン国の奴隷）（本役：芹香斗亞）[12]

- 2017年4月， 星条海斗ディナーショー《MASQUERADE》（第一ホテル東京・宝塚ホテル）

- 2017年6月～8月，宝冢大剧场/东京宝冢大剧场《邪馬台国の風／Santé!!～最高級ワインをあなたに～》タタラ，新人公演：ジアシラ（邪馬台国の兵の長）（本役：鳳月杏）[13]

- 2017年10月， 梅田艺术剧场／日本青年馆 《はいからさんが通る》高屋敷要[14]

- 2018年1月～3月，宝冢大剧场/东京宝冢大剧场《ポーの一族》ロッド／サミー ，新人公演：ジャン・クリフォード（本役：鳳月杏）[15]

- 2018年5月，《あかねさす紫の花／Santé!!～最高級ワインをあなたに～》（博多座）矢坂部連倉目

- 2018年7月-10月，《MESSIAH−異聞・天草四郎−／BEAUTIFUL GARDEN −百花繚乱−》多聞丸、新人公演：渡辺小左衛門（本役：瀬戸かずや）（7月19日腿伤休演）

- 2018年11月-12月，《メランコリック・ジゴロ -あぶない相続人-／EXCITER!!2018》（全国ツアー）（腿部手术康复中，全日程休演）

- 2018年12月25日，《CASANOVA》 集合日宣布退团

## 宝冢退团后活动
- 使用本名“白井杏莉”Instagram活跃中 [16]

- 和妹妹一起创立休闲服装品牌 DADATWSIE [17]

- 現在傾向Youtuber/KOL發展

## 脚注
1. ↑  《宝塚おとめ 2014年度版》
2. ↑  .   [2015-11-03]. （原始内容存档于2016-03-07）.
3. ↑  .   [2015-11-03]. （原始内容存档于2016-11-30）.
4. ↑  .   [2015-11-03]. （原始内容存档于2015-03-13）.
5. ↑  .   [2015-11-03]. （原始内容存档于2020-11-24）.
6. ↑  .   [2015-11-03]. （原始内容存档于2020-08-05）.
7. ↑  .   [2015-11-03]. （原始内容存档于2020-11-25）.
8. ↑  .   [2015-11-03]. （原始内容存档于2020-09-28）.
9. ↑  .   [2016-03-19]. （原始内容存档于2016-03-22）.
10. ↑  .   [2016-08-14]. （原始内容存档于2021-02-06）.
11. ↑  .   [2016-09-14]. （原始内容存档于2016-11-16）.
12. ↑  .   [2016-11-05]. （原始内容存档于2020-12-12）.
13. ↑  .   [2017-05-27]. （原始内容存档于2020-11-25）.
14. ↑  .   [2017-11-07]. （原始内容存档于2020-11-27）.
15. ↑  .   [2017-11-07]. （原始内容存档于2020-11-02）.
16. ↑  .   [2019-02-13]. （原始内容存档于2019-02-22）.
17. ↑  .   [2019-02-13]. （原始内容存档于2019-02-22）.